# La Police au service du citoyen
Pour plus de détails, voir Fiche technique et Distribution.
La Police au service du citoyen (La polizia è al servizio del cittadino?) est un film italien réalisé par Romolo Guerrieri, sorti en 1973.

## Synopsis
Le corps d'un transporteur nommé Albini est retrouvé accroché à une grue dans le port de Gênes. Le commissaire Nicola Sironi, séparé de sa femme et détesté par son fils, un jeune militant de la gauche radicale, commence à enquêter et découvre un contrôle des prix sur le marché de gros de la capitale ligurienne exercé par la mafia qui intimide les détaillants récalcitrants. Le commissaire tente en vain de trouver des témoins.
Sironi entre peu après en contact avec Pino Mancinelli, une vieille connaissance du milieu de la prostitution, mais Mancinelli préfère ne rien dire de peur de représailles contre lui. Par la ruse, Sironi parvient néanmoins à lui soutirer de précieux renseignements. Mancinelli, considéré comme un collaborateur, est exécuté par des tueurs de la mafia.
Le meurtre suivant est celui d'un vigneron qui a réagi en déposant une plainte à la police après que des hommes de la mafia ont lancé une bombe dans son magasin. Mais certaines langues commencent à se délier. Sironi en vient ainsi à découvrir l'identité du chef du port et de la mafia de la ville : l'industriel et propriétaire de journaux Pier Paolo Brera. Cependant, la disparition systématique des témoins probables et la corruption au sein même de la police rendent insurmontable la tâche du commissaire.
Le sous-commissaire Martin, avec qui Sironi collabore depuis le début de l'enquête, finit par regretter sa malhonnêteté et propose d'ourdir un piège pour faire tomber les têtes dirigeantes de la mafia au moyen de conversations interceptées et enregistrées. Il sera assassiné. 
Sironi comprend alors qu'il ne peut plus agir conformément à la loi et décide de se faire justice.

## Fiche technique
- Titre français : La Police au service du citoyen
- Titre original : La polizia è al servizio del cittadino?
- Réalisation : Romolo Guerrieri
- Scénario : Massimo De Rita
- Producteurs : Mario Cecchi Gori
- Montage : Antonio Siciliano
- Musique : Luis Bacalov
- Direction de la photographie : Carlo Carlini
- Genre : Drame policier
- Durée : 102 minutes
- Dates de sortie :
  -  Italie : 25 août 1973
  -  France : 2 juillet 1975

## Distribution
- Enrico Maria Salerno (VF : Jean-Claude Michel) : Nicola Sironi
- Giuseppe Pambieri : Marino
- John Steiner (VF : Marc de Georgi) : Lambro
- Daniel Gélin (VF : lui-même) : Pier Paolo Brera
- Venantino Venantini (VF : Jacques Richard) : Mancinelli
- Claudio Nicastro : Le commissaire Capo
- Alessandro Momo (VF : Thierry Bourdon) : Michele
- Marie-Sophie Persson : Christine
- Ubaldo Granata : Antonio Scalise
- Enzo Liberti (VF : Claude Joseph) : Le vendeur de fruits
- Memmo Carotenuto (VF : Henri Labussière) : Baron
- Gabriella Giorgelli : Eros
- Cinzia Bruno : Cinzia
- Costantino Bianchi (VF : Georges Riquier) : Le commissaire
- Stella Carnacina (VF : Jeanine Forney) : La seconde prostituée chez Sironi